# HMS Thorough
HMS Thorough (P324) – brytyjski okręt podwodny należący do trzeciej grupy brytyjskich okrętów podwodnych typu T. Został zbudowany jako P324 w stoczni Vickers-Armstrongs w Barrow. Zwodowano go 30 października 1943. Jak dotychczas był jedynym okrętem Royal Navy noszącym nazwę „Thorough”.

## Służba
Okręt przez większość wojny służył na Dalekim Wschodzie, gdzie zatopił siedem japońskich żaglowców, siedem kabotażowców, mały japoński statek, barkę, małą kanonierkę, trawler i malezyjski żaglowiec „Palange”. W sierpniu 1945, wraz z HMS „Taciturn”, atakował japońską żeglugę i cele nabrzeżne w pobliżu północnego wybrzeża Bali. Zatopił tam ogniem artyleryjskim japoński kabotażowiec i żaglowiec.
Przetrwał wojnę i był dalej w służbie. Złomowany w Dunston nad rzeką Tyne 29 czerwca 1962.